# Maakhir
Maakhir (somali: Maakhir; àrab: ماخر, Māẖir), oficialment Estat del Maakhir de Somàlia (somali: Maamul Goboleedka Maakhir; àrab: ولاية ماخر الصومال, Wilāyat Māẖir aṣ-Ṣūmāl) va ser un estat autoproclamat autònom en la zona disputada entre Somalilàndia i Puntland. Fou proclamat a Badhan l'1 de juliol del 2007 i no està reconegut pel Govern Federal de Transició de Somàlia.

## Autonomia
Maakhir està habitat principalment pel clan warsangeli del grup harti de la confederació de clans darod de la que també formen part els dhulbahante (que viuen més al sud) i els majeerteen (que viuen a l'est). El 1991 els warsangeli van donar suport a la formació de Somalilàndia però el 1998 van donar suport a la creació del Puntland. Amb el temps els warsangeli han rebutjat l'hegemonia dels majeerteen.
Maakhir va proclamar l'autonomia en una cerimònia a Badhan, dins la regió de Sanaag sota control de Puntland, l'1 de juliol del 2007, descontents pel conflicte permanent a la zona entre Puntland i Somalilàndia. Puntland i Somalilàndia han fet concessions petroleres al Sanaag sense consentiment dels caps de clans i els warsangeli van decidir administrar els seus propis afers i resoldre els problemes amb Mohamud Muse Hersi, President de Puntland.
L'estat està basat en el govern local autoritzat per la comunitat internacional com a manera de reconstruir l'estat de Somàlia. El sistema local és vist com una manera a llarg termini de resoldre els conflictes entre clans i establir institucions com la policia, corts judicials, i cossos militars que protegeixen l'ajut humanitari i les organitzacions no governamentals que vagin a cooperar. Entre les propostes de Maakhir hi ha la d'establir taxes per garantir els serveis, la seguretat dels ports i de les empreses i l'establiment de serveis bàsics. També vol buscar un consens sobre la pau, la seguretat, l'estabilitat i la cooperació, creant ponts d'entesa i harmonia social creuant les línies que separen els interessos dels diferents grups.
Ni Somalilàndia ni Puntland han reconegut al nou estat. S'ha informat de converses dels líders de Maakhir amb Ali Mohammed Ghedi, ex primer ministre de Somàlia, però el govern de transició no ha volgut fer comentaris i sembla reconèixer al govern de Puntland com legitima autoritat a la zona.

## Història
Maakhir reclama ser continuador de l'estat de Mohamoud Ali Shire el sultà de Warsangeli, el més antic de Somàlia. La capital d'aquest soldanat fou generalment Las Khorey.
El soldanat va ser considerat pels britànics com hegemònic sobre els clans harti. El sultà fou exiliat a les illes Seychelles (1920) i no va poder tornar fins anys després. Així després del 1960 els majeerteen van emergir com el principal clan del grup harti, encara que els soldans warsangeli mantingueren la seva posició com a líders tradicionals suprems dels harti. Aquesta posició permet a Maakhir disputar l'autoritat a Puntland en el Sanaag.

### Disputes amb Puntland
La principal és la manca de reconeixement per part de Puntland, de l'autonomia de Maakhir, i la insistència de Puntland a seguir sense canvis inclús donant concessions o explotant el carbó vegetal, que estaven entre les causes de la declaració d'autonomia.

#### Conflicte amb Puntland sobre el carbó vegetal
Maakhir va prohibir la producció de carbó vegetal (charcoal) degut a la desertificació que causa a l'entorn. Però Puntland va ignorar la prohibició i va enviar milicians a protegir els seus productors i comerciants. S'han produït alguns xocs entre les milícies de Puntland i les de Maakhir, especialment a Mijayahan, Wa'iye, i Sarmanyo. La demanda existent als països del golf pel carbó vegetal, conegut com la "gemma negra" pels profits que dona als que l'exploten, ha posat més llenya al foc. Per protegir el seu territori dels carboners, sovint acompanyats de milícies armades, Maakhir va crear una patrulla de forces voluntàries per controlar la producció del carbó vegetal coneguda com a "Cos de Protecció Medi ambiental".
Puntland ha comunicat oficialment que no reconeix Maakhir i considera el Sanaag.
Un altre incident fou la detenció d'un destacat empresari warsangeli a Bosaso; Maakhir va bloquejar la carretera cap a Bosaso, fins que l'home fos alliberat.

### Atacs de Somalilàndia
El 25 i 26 de febrer les forces de Somalilàndia, ben entrenades i equipades, van atacar i assetjar Hadaftimo i Badhan, però després de dos dies es van retirar cap a Erigavo, ciutat que està repartida entre Somalilàndia i Maakhir. Aquest esta va reforçar les seves forces a la part oriental de la ciutat. Les hostilitats es van reproduir el 9 de juliol del 2008 quan les forces de Somalilàndia van ocupar Las Khorey, al·legant que tractaven de rescatar a dos alemanys que havien estat segrestats per pirates 

## Divisió administrativa

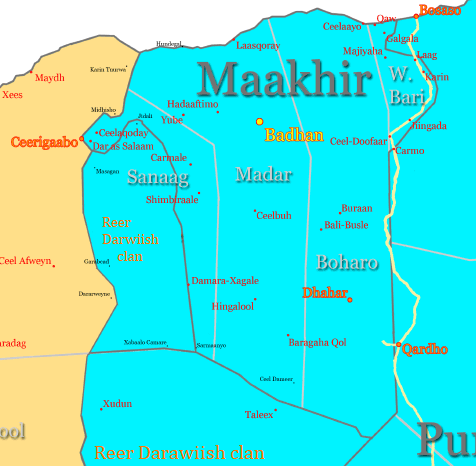
Mapa de Maakhir

Maakhir reclama les següents divisions administratives, de les que es desconeix quines té sota el seu control:
- Madar és una regió creada el 2007. La capital és Badhan. El territori forma una llenca de terra entre la costa i el sud del país, que ocupa un terç de l'amplada de l'estat, estant situat a la part central, amb Boharo a l'est i Sanaag a l'oest. No està reconeguda ni per Somalilàndia ni per Puntland que la consideren ambdues part del seu territori, ambdues com a part de la regió de Sanaag.
  - Badhan - Capital de Maakhir i de la regió de Madar
  - Hadaaftimo
  - Hingalol
  - Las Khorey
  - Yube
  - Ceelbuh
  - Laako
- Sanaag
  - Ceerigaabo - Capital regional
  - Damala Xagare
  - Carmale
  - Geilwiete
  - Darasalaam
  - Shimbiraale
  - Ceelaqoday

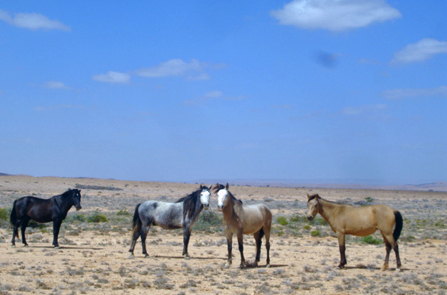
Cavalls àrabs coneguts com Sunaari, a Dhahar, Maakhir, Somàlia

- Boharo és una regió creada el 2007. La capital és Dhahar. El territori forma una llenca de terra entre la costa i el sud del país, que ocupa un terç de l'amplada de l'estat, estant situat a la part oriental. Noestà reconeguda ni per Somalilàndia ni per Puntland que la consideren ambdues part del seu territori, la primera part de la regió de Sanaag i la segona com a regió d'Heylaan.
  - Dhahar - Capital regional
  - Ceelaayo
  - Bali-Busle
  - Baragaha Qol
  - Buraan

Les ciutats principals són Badhan, Las Khorey, Dhahar, Buraan, Hadaftimo, Hingalol, Damalla-Hagare, Eilbuh i Erigavo.

## Política i govern
El conflicte entre Puntland i Somalilàndia ha impedit a Sanaag rebre les aportacions que s'esperava de les organitzacions no governamentals i agències humanitàries. El govern de Maakhir ha fet d'aquest tema la seva primera tasca i ha apel·lat a la diàspora warsangeli demanant ajut

### Govern
Les dues branques del govern de Maakhir, el Parlament i l'Executiu, estan dirigides per:
- President Jibrell Ali Salad - President del Maakhir
- Ahmed Guure Aadan - President de la Camara de Representants

#### Secretaris d'Estat (Ministres)
El govern de Maakhir el formen 17 secretaris d'estat sota direcció del president Salal que és el que els nomena. El nomenament dels set primers es va produir el 4 d'agost del 2007. Mr. Ahmed Sheikh Salah va dimitir per raons de salut i el 8 de setembre del 2007 es van afegir altres 4 secretaris d'estat, i altres 7 el mateix dia. Les secretaries d'estat es diuen en somali xoghayaashan. El gabinet va quedar així:
- Mr. Ahmed Hussein Yuusuf - Interior i seguretat
- Mr. Ibrahim Mohamed Omar - Habitatge
- Mr. Ahmed Faarah Ali - Finances i Comerç
- Mr. Iimaan Haji Warsame Faarah - Medi Ambient
- Mr. Mohamud Mohamed Iise - Afers Socials i Afers Laborals i dels Treballadors
- Mr. Sa'iid Du'aale Mohamed - Transports
- Mr. Sadik Abdi Misan - Recursos Naturals
- Mr. Ali Sa'iid Osmaan Qodah - Comerç i Industria
- Mr. Abdurrahman Sa'iid Ahmed - Relacions Internacionals
- Prof. Ali Abdurrahman Hirsi - Relacions Federals
- Prof. Mohamed Ali Mohamed - Afers de la Reconciliació i la Pau
- Mr. Omar Liibaan Arab - Justícia i Afers Religiosos
- Ms. Zainab Ismaa'iil Mohamed - Benestar i Família
- Dr. Ahmed Ali Mire - Agricultura i Ramaderia
- Mr. Abdulkadir Mohamed Saiid - Pesca i Recursos Marins.
- Eng. Abdirizak Ali Mohamed - Mitjans de Comunicació i Cultura
- Mr. Ali Mohamud Nuur (Ali Sanaag) - Comandant de les Forces de Policia de Maakhir.

El primer govern de l'estat va durar fins al 6 d'abril del 2008 quan degut a la séquia i al temor d'una invasió de Somalilàndia, es va dissoldre per decret presidencial i es va començar a preparar un nou govern per a l'1 de juny del 2008.
El parlament de l'estat té actualment 38 membres

### Reconeixement
Maakhir ha rebut suport al Parlament Federal de Transició del representant de Sanaag, Asha Abdalla. Fins al novembre del 20087 no obstant el parlament no s'havia pronunciat.